# OMC Televisión
OMC Televisión (Organización de Medios de Comunicación), fue un canal venezolano de televisión por cable que transmitió su señal entre 1998 al 2011. Fundado en la ciudad de Mérida  era propiedad de Luis Alberto Cabezas. Su programación era de opinión, con enlatados de películas, series extranjeras y también tenía poca producción local como Hola Mérida, OMC Noticias, entre otros.
Debido a la falta de presupuesto por mantener el canal ante los puntos de audiencia muy bajos, el Canal fue vendido al Grupo Empresarial Planeta por una suma total de 123.000 bolívares. El canal salió del aire el 1 de febrero de 2011 para dar paso a RCN Televisión del Grupo Empresarial Planeta. 
Mientras que la frecuencia 9 que le fue otorgada en el 2001, fue entregada por CONATEL para crear un nuevo canal, llamado TV Andes (un canal privado local que es operado desde la ciudad de Valera).